# District de Fatehpur
Le district de Fatehpur (en hindi : फ़तेहपुर ज़िला ,en ourdou : فتح پور ضلع) est l'un des districts de la division d'Allāhābād dans l'État de l'Uttar Pradesh en Inde.

## Description
Sa capitale est la ville de Fatehpur. 
La superficie est de 4 152 km2 et la population était en 2011 de 2 632 733 habitants.
Le taux d'alphabétisation est de 58,6%.